# Нижньогаївська сільська рада
Нижньогаївська сільська рада — орган місцевого самоврядування у Дрогобицькому районі Львівської області з адміністративним центром у с. Нижні Гаї.

## Загальні відомості
Історична дата утворення: в 1940 році. Водоймища на території, підпорядкованій даній раді: річка Летнянка.

## Історія
7.5.1946 перейменували село Гаї Нижні на село Нижні Гаї і Гаї-Нижнянську сільську Раду — на Нижньогаївську.
Львівська обласна рада рішенням від 23 лютого 2010 року у Дрогобицькому районі перейменувала Гаївську сільраду на Нижньогаївську.

## Населені пункти
Сільській раді підпорядковані населені пункти:
- с. Нижні Гаї
- с. Бійничі

## Склад ради
Рада складається з 16 депутатів та голови.